# 谭徽松
谭徽松（1941年—），男，湖南澧县人，中国天体物理学家，曾任中国科学院云南天文台台长，中国天文学会副理事长。